# جانکارلو ماروکی

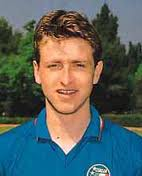
جانکارلو ماروکی

جانکارلو ماروکی (به ایتالیایی: Giancarlo Marocchi) بازیکن فوتبال اهل ایتالیا است که از سال ۱۹۸۸ میلادی عضو تیم ملی فوتبال ایتالیا بوده و در ۱۱ بازی ملی حضور داشته‌است. او در بازی‌های ملی‌اش گلی به ثمر نرساند.
جانکارلو ماروکی آخرین بازی ملی خود را در سال ۱۹۹۱ میلادی انجام داد.